# Noord-Hongaars middelgebergte
Het Noord-Hongaarse middelgebergte (Hongaars: Északi-középhegység) wordt gevormd door een reeks middelgebergten in het noordoosten van Hongarije, die alle deel uitmaken van de zuidflank van de Karpaten. Vanaf de Donau gaat het van west naar oost om de gebergten Börzsöny, Cserhát, Mátra en Bükk. Het oostelijkste gebergte, het Zemplén-gebergte, wordt van de overige gebergten gescheiden van de rivier de Hornád (Hernád) en wordt niet altijd tot het Noord-Hongaarse middelgebergte gerekend. Dit gebergte zet zich over de grens met Slowakije voort.
De hoogste bergen zijn te vinden in de Mátra, de Kékes van 1015 m, tevens het hoogste punt van Hongarije, de Galyatető van 966 m, de op één na hoogste berg in de Mátra, en de Bükk (Istállóskő, 959 m).

## Mátragebergte
Het Mátragebergte begint oostelijk van de rivier de Zagyva ter hoogte van de plaats Pásztó. Eigenlijk zijn het geen "bergen" maar eerder hoge begroeide heuvels (hegy), of kleinere heuvels (domb), zoals in het Zwarte Woud of in de Hoge Venen in de Ardennen. Het gebied is verdeeld in de volgende delen:
- Westelijke Mátra (ook wel de Pásztói Mátra),
- Centrale Mátra,
- Oostelijke Mátra,
- Mátravoet (Mátralába, het noordelijke voorgebied),
- Mátralaagte (Mátraalja, het zuidelijke voorgebied met daarin het Mátra wijngebied).

## Bükkgebergte
Voorbij de stad Eger en de gelijknamige rivier begint het Bükkgebergte en eindigt het Mátragebergte. Ten zuiden van de weg E 96 en de lijn Hatvan-Sátoraljaújhely aan de uiterste noordoostelijke Slowaakse grens, begint de poesta en eindigt het gebergte, waar de Bodrog-rivier in Hongarije komt en in Tokaj in de Tisza uitmondt.
Het plateau van het Bükkgebergte, uiteindelijk het doel van bergbeklimmers, is de 20 km lange en 4 km tot 6 km brede bergkam.
Men noemt het wel de "Tafel der Reuzen", omdat de steile rand over de bergkam hangt. Het plateau is omgeven door grote rotsblokken. Men kan van hieruit mijlenver het land overzien.